# Doctor Alberto Oviedo Mota
Doctor Alberto Oviedo Mota är en ort i Mexiko.   Den ligger i kommunen Mexicali och delstaten Baja California, i den nordvästra delen av landet, 2 100 km nordväst om huvudstaden Mexico City. Doctor Alberto Oviedo Mota ligger 9 meter över havet och antalet invånare är 8 064.
Terrängen runt Doctor Alberto Oviedo Mota är mycket platt. Runt Doctor Alberto Oviedo Mota är det ganska tätbefolkat, med 58 invånare per kvadratkilometer. Närmaste större samhälle är Guadalupe Victoria, 9,0 km nordost om Doctor Alberto Oviedo Mota. Omgivningarna runt Doctor Alberto Oviedo Mota är i huvudsak ett öppet busklandskap.